# Torneo Apertura 2019 (Catamarca)
El Torneo Apertura 2019 "Copa Camára de Senadores de la Provincia" (por motivos de patrocinio), es organizado por la Liga Catamarqueña de Fútbol, estará integrado por los 17 equipos afiliados a la liga, es decir los 10 de la Primera División, más los 7 equipos de la Primera B. Comenzará en el mes de marzo y estará finalizado los primeros días de julio.
Se disputará en dos zonas (una de 8 equipos y otra de 9) a una sola rueda, por el sistema de todos contra todos, en donde clasifican a la Fase Final los 2 primeros de ambas zonas. El torneo sólo servirá de preparación y no se sumarán los puntos para la tabla de promedios en el Anual.

## Formato

### Competición
- Se sortearon 2 dos zonas, una de 8 equipos y otra de 9 equipos.
- El torneo se jugará a una rueda con el sistema de Todos Contra Todos.
- Los equipos que se ubiquen en el primer y segundo lugar en ambas zonas, clasifican a las Semifinales.
- Las Semifinales se desarrollarán mediante una eliminatoria directa entre el 1° de la Zona A vs. 2° de la Zona B; y el 1° de la Zona B vs. 2° de la Zona A. Los ganadores clasifican a la siguiente instancia.
- La Final se jugará entre los ganadores de la fase anterior, a un solo partido y en casa de finalizar igualado se definirá mediante los penales.

## Equipos participantes
| #  | Equipo                                              | Barrio                 | Ciudad     | Categoría        |
| -- | --------------------------------------------------- | ---------------------- | ---------- | ---------------- |
| 1  | Club Deportivo Américo Tesorieri                    | Marco Avellaneda       | Catamarca  | Primera División |
| 2  | Club Atlético Policial                              | La Tablada             | Catamarca  | Primera División |
| 3  | Club Atlético Defensores del Norte                  | Piloto                 | Catamarca  | Primera División |
| 4  | Club Sportivo Ferrocarriles del Estado de Chumbicha | Centro                 | Chumbicha  | Primera División |
| 5  | Club Atlético Independiente (C)                     | Capataz Villafañez     | Catamarca  | Primera División |
| 6  | Club Atlético Rivadavia                             | Centro                 | Huillapima | Primera División |
| 7  | Club Deportivo Salta Central                        | Parque América         | Catamarca  | Primera División |
| 8  | Club Atlético San Lorenzo de Alem                   | Alem                   | Catamarca  | Primera División |
| 9  | Club Atlético Vélez Sarsfield                       | Centro                 | Catamarca  | Primera División |
| 10 | Club Sportivo Villa Cubas                           | Villa Cubas            | Catamarca  | Primera División |
| 11 | Club Deportivo Chacarita                            | La Chacarita           | Catamarca  | Primera B        |
| 12 | Club Atlético Estudiantes de La Tablada             | La Tablada             | Catamarca  | Primera B        |
| 13 | Club Atlético Independiente (H)                     | España                 | Huillapima | Primera B        |
| 14 | Asociación Juventud Unida de Santa Rosa             | 250 Viviendas          | Catamarca  | Primera B        |
| 15 | Club Atlético Liberal Argentino                     | Alem                   | Catamarca  | Primera B        |
| 16 | Club Social y Deportivo Parque Daza                 | Villa Parque Chacabuco | Catamarca  | Primera B        |
| 17 | Club Atlético Sarmiento                             | Las Margaritas         | Catamarca  | Primera B        |

### Distribución geográfica de los equipos
| Departamento | Cant. | Equipos |
| ------------ | ----- | --- |
| Capital      | 14    | Américo Tesorieri, Atlético Policial, Chacarita, Defensores del Norte, Estudiantes, Independiente, Juventud Unida, Liberal Argentino, Parque Daza, Salta Central, San Lorenzo de Alem, Sarmiento, Vélez Sarsfield, Villa Cubas. |
| Capayán      | 3     | Ferrocarriles (Chumbicha), Independiente (Huillapima) y Rivadavia (Huillapima). |
| Total        | 17    | |

## Estadios
Estadio perteneciente a la Liga Catamarqueña, con una capacidad para 8.500 personas.
Este complejo deportivo pertenece a la Municipalidad de Capayán, se ubica en la localidad de Chumbicha y tiene una capacidad para aproximadamente 3.000 personas.

## Zona A

### Tabla de posiciones
| Pos. | Equipo                       | Pts. | PJ | PG | PE | PP | GF | GC | Dif. |
| ---- | ---------------------------- | ---- | -- | -- | -- | -- | -- | -- | ---- |
| 01.º | Vélez Sarsfield              | 22   | 8  | 7  | 1  | 0  | 24 | 7  | 17   |
| 02.º | Américo Tesorieri            | 18   | 8  | 6  | 0  | 2  | 23 | 13 | 10   |
| 03.º | Juventud Unida de Santa Rosa | 13   | 8  | 4  | 1  | 3  | 12 | 14 | −2   |
| 04.º | Sarmiento                    | 12   | 8  | 3  | 3  | 2  | 7  | 9  | −2   |
| 05.º | Ferrocarriles (Chumbicha)    | 9    | 8  | 2  | 3  | 3  | 15 | 13 | 2    |
| 06.º | Parque Daza                  | 9    | 8  | 2  | 3  | 3  | 12 | 18 | −6   |
| 07.º | San Lorenzo de Alem          | 8    | 8  | 2  | 2  | 4  | 14 | 14 | 0    |
| 08.º | Estudiantes de La Tablada    | 4    | 8  | 1  | 1  | 6  | 9  | 21 | −12  |

|  | Los equipos que ocupen esta posición clasifican a las Semifinales |

### Resultados
| Américo Tesorieri | 5 - 1 | Juventud Unida      | Malvinas Argentinas | 22 de marzo | 15:30 |
| Parque Daza       | 1 - 1 | Ferrocarriles       | Malvinas Argentinas | 24 de marzo | 15:30 |
| Vélez Sarsfield   | 1 - 1 | San Lorenzo de Alem | Malvinas Argentinas | 12 de abril | 16:30 |
| Sarmiento         | 1 - 1 | Estudiantes         | Malvinas Argentinas | 13 de abril | 14:30 |

| Juventud Unida      | 1 - 3 | Vélez Sarsfield   | Malvinas Argentinas | 29 de marzo | 16:30 |
| San Lorenzo de Alem | 2 - 3 | Estudiantes       | Malvinas Argentinas | 29 de marzo | 18:30 |
| Parque Daza         | 1 - 1 | Sarmiento         | Malvinas Argentinas | 30 de marzo | 14:30 |
| Ferrocarriles       | 2 - 3 | Américo Tesorieri | Malvinas Argentinas | 12 de abril | 14:30 |

| Estudiantes       | 1 - 2 | Juventud Unida      | Malvinas Argentinas | 5 de abril | 14:30 |
| Vélez Sarsfield   | 3 - 2 | Ferrocarriles       | Malvinas Argentinas | 5 de abril | 16:30 |
| Américo Tesorieri | 3 - 1 | Parque Daza         | Malvinas Argentinas | 5 de abril | 18:30 |
| Sarmiento         | 1 - 1 | San Lorenzo de Alem | Malvinas Argentinas | 6 de abril | 14:30 |

| Parque Daza       | 1 - 5 | Vélez Sarsfield     | Malvinas Argentinas | 18 de abril | 14:30 |
| Juventud Unida    | 1 - 0 | San Lorenzo de Alem | Malvinas Argentinas | 20 de abril | 14:30 |
| Ferrocarriles     | 4 - 1 | Estudiantes         | Malvinas Argentinas | 10 de mayo  | 14:30 |
| Américo Tesorieri | 0 - 1 | Sarmiento           | Malvinas Argentinas | 10 de mayo  | 16:30 |

| Sarmiento           | 0 - 2 | Juventud Unida    | Malvinas Argentinas | 26 de abril | 14:00 |
| Vélez Sarsfield     | 4 - 1 | Américo Tesorieri | Malvinas Argentinas | 26 de abril | 16:00 |
| Estudiantes         | 0 - 2 | Parque Daza       | La Leonera          | 26 de abril | 16:00 |
| San Lorenzo de Alem | 1 - 3 | Ferrocarriles     | Malvinas Argentinas | 27 de abril | 16:00 |

| Estudiantes         | 2 - 4 | Independiente (C)    | Malvinas Argentinas     | 3 de mayo  | 14:30 |
| Vélez Sarsfield     | 2 - 1 | Atlético Policial    | Malvinas Argentinas     | 3 de mayo  | 16:30 |
| Sarmiento           | 1 - 0 | Independiente (H)    | Malvinas Argentinas     | 4 de mayo  | 14:30 |
| Ferrocarriles       | 1 - 1 | Rivadavia (H)        | Polideportivo Chumbicha | 4 de mayo  | 15:00 |
| San Lorenzo de Alem | 3 - 1 | Villa Cubas          | Malvinas Argentinas     | 4 de mayo  | 16:30 |
| Juventud Unida      | 1 - 0 | Defensores del Norte | Malvinas Argentinas     | 11 de mayo | 14:30 |
| Parque Daza         | 1 - 1 | Chacarita            | Malvinas Argentinas     | 11 de mayo | 16:30 |
| Américo Tesorieri   | 5 - 1 | Salta Central        | Malvinas Argentinas     | 22 de mayo | 16:00 |
| Liberal Argentino   | 1 - 0 | Sin rival            | -                       | -          | -     |

| Américo Tesorieri | 3 - 1 | Estudiantes         | Malvinas Argentinas     | 16 de mayo | 17:00 |
| Vélez Sarsfield   | 3 - 0 | Sarmiento           | Malvinas Argentinas     | 17 de mayo | 17:00 |
| Parque Daza       | 1 - 4 | San Lorenzo de Alem | Malvinas Argentinas     | 18 de mayo | 14:30 |
| Ferrocarriles     | 1 - 1 | Juventud Unida      | Polideportivo Chumbicha | 18 de mayo | 15:00 |

| Estudiantes         | 0 - 3 | Vélez Sarsfield   | Malvinas Argentinas | 24 de mayo | 16:30 |
| Juventud Unida      | 3 - 4 | Parque Daza       | Malvinas Argentinas | 24 de mayo | 18:30 |
| Sarmiento           | 2 - 1 | Ferrocarriles     | Malvinas Argentinas | 25 de Mayo | 14:30 |
| San Lorenzo de Alem | 2 - 3 | Américo Tesorieri | Malvinas Argentinas | 26 de mayo | 17:00 |

| 1. |

## Zona B

### Tabla de posiciones
| Pos. | Equipo                     | Pts. | PJ | PG | PE | PP | GF | GC | Dif. |
| ---- | -------------------------- | ---- | -- | -- | -- | -- | -- | -- | ---- |
| 01.º | Rivadavia (Huillapima)     | 21   | 9  | 6  | 3  | 0  | 21 | 10 | 11   |
| 02.º | Atlético Policial          | 17   | 9  | 5  | 2  | 2  | 21 | 6  | 15   |
| 02.º | Villa Cubas                | 17   | 9  | 5  | 2  | 2  | 19 | 9  | 10   |
| 04.º | Salta Central              | 16   | 9  | 5  | 1  | 3  | 25 | 15 | 10   |
| 05.º | Defensores del Norte       | 11   | 9  | 3  | 2  | 4  | 8  | 10 | −2   |
| 06.º | Chacarita                  | 11   | 9  | 3  | 2  | 4  | 10 | 14 | −4   |
| 07.º | Independiente (Capital)    | 10   | 9  | 3  | 1  | 5  | 14 | 17 | −3   |
| 08.º | Liberal Argentino          | 4    | 9  | 1  | 1  | 7  | 7  | 28 | −21  |
| 09.º | Independiente (Huillapima) | 3    | 9  | 1  | 0  | 8  | 11 | 33 | −22  |

|  | Los equipos que ocupen esta posición clasifican a la Semifinales |

### Resultados
| Rivadavia                | 2 - 2 | Defensores del Norte | Malvinas Argentinas | 22 de marzo | 17:30 |
| Salta Central            | 2 - 1 | Independiente (C)    | Malvinas Argentinas | 23 de marzo | 15:30 |
| Atlético Policial        | 7 - 0 | Independiente (H)    | Malvinas Argentinas | 23 de marzo | 17:30 |
| Chacarita                | 0 - 1 | Villa Cubas          | Malvinas Argentinas | 24 de marzo | 17:30 |
| Libre: Liberal Argentino |       |                      |                     |             |       |

| Independiente (C)    | 1 - 1 | Atlético Policial | Malvinas Argentinas | 29 de marzo | 14:30 |
| Independiente (H)    | 5 - 1 | Liberal Argentino | Malvinas Argentinas | 30 de marzo | 16:30 |
| Villa Cubas          | 2 - 2 | Salta Central     | Malvinas Argentinas | 30 de marzo | 18:30 |
| Defensores del Norte | 0 - 1 | Chacarita         | Malvinas Argentinas | 13 de abril | 16:30 |
| Libre: Rivadavia     |       |                   |                     |             |       |

| Chacarita                | 1 - 3 | Rivadavia            | Malvinas Argentinas | 6 de abril | 16:30 |
| Salta Central            | 3 - 0 | Defensores del Norte | Malvinas Argentinas | 6 de abril | 18:30 |
| Liberal Argentino        | 1 - 2 | Independiente (C)    | Malvinas Argentinas | 7 de abril | 14:30 |
| Atlético Policial        | 2 - 0 | Villa Cubas          | Malvinas Argentinas | 7 de abril | 16:30 |
| Libre: Independiente (H) |       |                      |                     |            |       |

| Rivadavia            | 4 - 1 | Salta Central     | Malvinas Argentinas | 18 de abril | 16:30 |
| Villa Cubas          | 4 - 0 | Liberal Argentino | Malvinas Argentinas | 18 de abril | 18:30 |
| Independiente (C)    | 2 - 1 | Independiente (H) | Malvinas Argentinas | 20 de abril | 16:30 |
| Defensores del Norte | 0 - 0 | Atlético Policial | Malvinas Argentinas | 20 de abril | 18:30 |
| Libre: Chacarita     |       |                   |                     |             |       |

| Salta Central            | 3 - 1 | Chacarita            | La Leonera          | 26 de abril | 14:00 |
| Atlético Policial        | 0 - 1 | Rivadavia            | Malvinas Argentinas | 26 de abril | 18:00 |
| Liberal Argentino        | 1 - 2 | Defensores del Norte | Malvinas Argentinas | 27 de abril | 14:00 |
| Independiente (H)        | 1 - 7 | Villa Cubas          | Malvinas Argentinas | 27 de abril | 18:00 |
| Libre: Independiente (C) |       |                      |                     |             |       |

| Rivadavia            | 2 - 1 | Liberal Argentino | Malvinas Argentinas | 16 de mayo | 15:00 |
| Defensores del Norte | 3 - 1 | Independiente (H) | Malvinas Argentinas | 17 de mayo | 15:00 |
| Villa Cubas          | 3 - 1 | Independiente (C) | La Leonera          | 18 de mayo | 15:30 |
| Chacarita            | 0 - 3 | Atlético Policial | Malvinas Argentinas | 18 de mayo | 16:30 |
| Libre: Salta Central |       |                   |                     |            |       |

| Liberal Argentino  | 1 - 1 | Chacarita            | Malvinas Argentinas | 24 de mayo | 18:30 |
| Atlético Policial  | 2 - 1 | Salta Central        | Malvinas Argentinas | 25 de Mayo | 16:30 |
| Independiente (H)  | 2 - 4 | Rivadavia            | Malvinas Argentinas | 25 de Mayo | 18:30 |
| Independiente (C)  | 0 - 1 | Defensores del Norte | Malvinas Argentinas | 26 de mayo | 15:00 |
| Libre: Villa Cubas |       |                      |                     |            |       |

| Chacarita                | 3 - 1 | Independiente (H) | Malvinas Argentinas | 29 de mayo | 15:00 |
| Rivadavia                | 4 - 2 | Independiente (C) | Malvinas Argentinas | 29 de mayo | 17:00 |
| Salta Central            | 7 - 0 | Liberal Argentino | Malvinas Argentinas | 30 de mayo | 15:00 |
| Defensores del Norte     | 0 - 1 | Villa Cubas       | Malvinas Argentinas | 30 de mayo | 17:00 |
| Libre: Atlético Policial |       |                   |                     |            |       |

| Independiente (H)           | 0 - 5 | Salta Central     | Malvinas Argentinas | 1 de junio | 14:30 |
| Liberal Argentino           | 1 - 5 | Atlético Policial | Malvinas Argentinas | 1 de junio | 16:30 |
| Independiente (C)           | 1 - 2 | Chacarita         | Malvinas Argentinas | 2 de junio | 14:00 |
| Villa Cubas                 | 0 - 0 | Rivadavia         | Malvinas Argentinas | 2 de junio | 16:00 |
| Libre: Defensores del Norte |       |                   |                     |            |       |

|  |

#### Partido de desempate
Como estipulaba el reglamento, aquellos equipos que empatasen en puntos y deban definir una posición de clasificación a Semifinales deben jugar un partido entre ellos para determinar dicha posición.
| Atlético Policial                          | 3 - 2 | Villa Cubas |
| Atlético Policial clasificó a Semifinales. |       |             |

## Segunda Fase
|  | Semifinales       | Semifinales       | Semifinales       |                   |                 | Final           | Final | Final |  |
|  |                   |                   |                   |                   |                 |                 |       |       |  |
|  |                   |                   |                   |                   |                 |                 |       |       |  |
|  | Vélez Sarsfield   | Vélez Sarsfield   | 0 (4)             |                   |                 |                 |       |       |  |
|  | Vélez Sarsfield   | Vélez Sarsfield   | 0 (4)             |                   |                 |                 |       |       |  |
|  | Atlético Policial | Atlético Policial | 0 (2)             |                   |                 |                 |       |       |  |
|  | Atlético Policial | Atlético Policial | 0 (2)             |                   | Vélez Sarsfield | Vélez Sarsfield | 1     |       |  |
|  |                   |                   |                   |                   | Vélez Sarsfield | Vélez Sarsfield | 1     |       |  |
|  |                   |                   | Américo Tesorieri | Américo Tesorieri | 4               |                 |       |       |  |
|  | Rivadavia (H)     | Rivadavia (H)     | Américo Tesorieri | Américo Tesorieri | 4               | 1               |       |       |  |
|  | Rivadavia (H)     | Rivadavia (H)     |                   |                   |                 | 1               |       |       |  |
|  | Américo Tesorieri | Américo Tesorieri | 3                 |                   |                 |                 |       |       |  |
|  | Américo Tesorieri | Américo Tesorieri | 3                 |                   |                 |                 |       |       |  |
|  |                   |                   |                   |                   |                 |                 |       |       |  |

### Semifinales
| 17 de junio, 17:00 (UTC-3) | Vélez Sarsfield                                                       | 0 - 0 (4:2 p.)             | Atlético Policial                                            | Malvinas Argentinas, Catamarca |                           |
|                            |                                                                       | Reporte                    |                                                              | Árbitro(s): Andrés Agüero      | Árbitro(s): Andrés Agüero |
|                            |                                                                       | Tiros desde el punto penal |                                                              |                                |                           |
|                            | Juan Cruz Pauletto · Matías Delgado B. · Pablo Olivera · Braian Soria |                            | Luis Castillo · Matías Sacco · Joel Ferreyra · Lucas Carrizo |                                |                           |

| 17 de junio, 14:30 (UTC-3) | Rivadavia (H)                       | 1 - 3   | Américo Tesorieri                                             | Malvinas Argentinas, Catamarca |                              |
|                            | David Vera 55' · Jonathan Silva 69' | Reporte | 2' 40' Gustavo Luján · 27' Martín Agüero · 64' Leonardo Soria | Árbitro(s): Claudio Orellana   | Árbitro(s): Claudio Orellana |

### Final
| 22 de junio, 16:00 (UTC-3) | Vélez Sarsfield  | 1 - 4   | Américo Tesorieri                                                    | Malvinas Argentinas, Catamarca |                          |
|                            | Carlos Tapia 28' | Reporte | 12' Gonzalo Aranda · 35' 75' Esteban Valatkevicnis · 86'Lucas Romero | Árbitro(s): Jorge Romero       | Árbitro(s): Jorge Romero |

|                              |
| Américo Tesorieri 20° título |
| Campeón Torneo Apertura 2019 |

## Estadísticas

### Goleadores
| Jugador                    | Equipo            | Goles |
| -------------------------- | ----------------- | ----- |
| Franco Contreras           | Salta Central     | 11    |
| Luis Castillo              | Atlético Policial | 8     |
| David Vera                 | Rivadavia         | 7     |
| Lucas Romero               | Américo Tesorieri | 7     |
| Actualizado al 19 de junio |                   |       |

| Alan Agüero               | Villa Cubas          | 6 |
| Alejandro Carrizo         | Salta Central        | 5 |
| Facundo Chazampi          | Parque Daza          | 5 |
| Franco Arrascaeta         | Rivadavia            | 5 |
| Gonzalo Aranda            | Américo Tesorieri    | 5 |
| Kevin Medina              | Independiente (C)    | 5 |
| Matías Solohaga           | San Lorenzo de Alem  | 5 |
| Facundo Romero            | Independiente (H)    | 4 |
| Federico Álamo Martínez   | San Lorenzo de Alem  | 4 |
| José Romero               | Ferrocarriles        | 4 |
| Mario Córdoba             | Vélez Sarsfield      | 4 |
| Matías Delgado Bustamante | Vélez Sarsfield      | 4 |
| Matías Oliva              | Sarmiento            | 4 |
| Rodrigo Acosta            | Rivadavia            | 4 |
| Sergio Altamirano         | Parque Daza          | 4 |
| Carlos Herrera            | Chacarita            | 3 |
| Diego Díaz                | Liberal Argentino    | 3 |
| Esteban Valatkevicnis     | Américo Tesorieri    | 3 |
| Gastón Carrizo            | Américo Tesorieri    | 3 |
| Gastón Sosa Orellana      | Juventud Unida       | 3 |
| Jorge Agüero              | Juventud Unida       | 3 |
| José Montalbán            | Independiente (C)    | 3 |
| Leonel Romero             | Ferrocarriles        | 3 |
| Lucas Ahumada             | Vélez Sarsfield      | 3 |
| Marcos Agüero             | Juventud Unida       | 3 |
| Miguel Peralta            | Policial             | 3 |
| Miguel Rizzardo           | Villa Cubas          | 3 |
| Néstor Tapia              | Salta Central        | 3 |
| Sergio Silva              | Rivadavia            | 3 |
| Abel Chávez               | Defensores del Norte | 2 |
| Diego Reartes             | Atlético Policial    | 2 |
| Emmanuel Ceballos         | Villa Cubas          | 2 |
| Ezequiel Pugliese         | Vélez Sarsfield      | 2 |
| Franco Suárez             | Villa Cubas          | 2 |
| Gabriel Heredia           | Salta Central        | 2 |
| Gonzalo Castro            | Policial             | 2 |
| Gustavo Luján             | Américo Tesorieri    | 2 |
| Hernán Figueroa           | Estudiantes          | 2 |
| Hernán Romero             | Villa Cubas          | 2 |
| Javier Bustamante         | Américo Tesorieri    | 2 |
| Jonathan Barrientos       | Chacarita            | 2 |
| Jonathan Castro           | Vélez Sarsfield      | 2 |
| José Silveria             | Independiente (H)    | 2 |
| Juan Cruz Pauletto        | Vélez Sarsfield      | 2 |
| Kevin Heredia             | Vélez Sarsfield      | 2 |
| Leonardo Rojas            | San Lorenzo de Alem  | 2 |
| Lucas Carrizo             | Américo Tesorieri    | 2 |
| Matías Sacco              | Atlético Policial    | 2 |
| Mayco Coronel             | Defensores del Norte | 2 |
| Raúl Rivero               | Estudiantes          | 2 |
| Rodrigo Nieva             | Salta Central        | 2 |
| Walter Beltrán            | Vélez Sarsfield      | 2 |
| Adrian Coronel            | Ferrocarriles        | 1 |
| Agustín Soria             | Salta Central        | 1 |
| Ayrton Martínez           | Independiente (C)    | 1 |
| Carlos Tapia              | Vélez Sarsfield      | 1 |
| Cristian Luján            | Villa Cubas          | 1 |
| Cristian Nieva            | Atlético Policial    | 1 |
| Cristian Salcedo          | Salta Central        | 1 |
| Damián Nieva              | Salta Central        | 1 |
| Diego Barros              | Defensores del Norte | 1 |
| Diego Carrizo             | Américo Tesorieri    | 1 |
| Diego Pacheco             | Parque Daza          | 1 |
| Emmanuel Reynoso          | Ferrocarriles        | 1 |
| Enzo Hildebrandt          | Estudiantes          | 1 |
| Erick Correa              | Defensores del Norte | 1 |
| Exequiel Rearte           | Atlético Policial    | 1 |
| Fabián Coronel            | Salta Central        | 1 |
| Facundo Bazán             | Liberal Argentino    | 1 |
| Facundo Torres            | Vélez Sarsfield      | 1 |
| Fernando Torres           | Vélez Sarsfield      | 1 |
| Franco Gómez              | San Lorenzo de Alem  | 1 |
| Franco González           | Independiente (H)    | 1 |
| Gabriel Barrientos        | Villa Cubas          | 1 |
| Gabriel Lucena            | Independiente (H)    | 1 |
| Gabriel Romero            | Ferrocarriles        | 1 |
| Gerásimo Carrizo          | Rivadavia            | 1 |
| Héctor Maldonado Díaz     | Juventud Unida       | 1 |
| Ismael Valdéz             | Liberal Argentino    | 1 |
| Javier Chazampi           | Américo Tesorieri    | 1 |
| Jonathan Trejo            | Américo Tesorieri    | 1 |
| Jorge Brizuela            | Independiente (H)    | 1 |
| Juan Cruz Herrera         | Independiente (C)    | 1 |
| Julio Ramírez             | Chacarita            | 1 |
| Leonardo Soria            | Américo Tesorieri    | 1 |
| Luis Carrizo              | Chacarita            | 1 |
| Luis Quiñones             | Estudiantes          | 1 |
| Marcos Bracamonte         | Atlético Policial    | 1 |
| Marcos Palacios           | Estudiantes          | 1 |
| Mariano Mamaní            | Sarmiento            | 1 |
| Martín Agüero             | Américo Tesorieri    | 1 |
| Martín Santander          | Ferrocarriles        | 1 |
| Matías Guzmán             | Vélez Sarsfield      | 1 |
| Matías Ibáñez             | Ferrocarriles        | 1 |
| Mauricio Vargas           | Ferrocarriles        | 1 |
| Maximiliano López         | Independiente (C)    | 1 |
| Maximiliano Monge         | Chacarita            | 1 |
| Maximiliano Páez Torres   | Juventud Unida       | 1 |
| Maximiliano Silva         | Independiente (C)    | 1 |
| Maximiliano Villarroel    | Rivadavia            | 1 |
| Mayco Guzmán              | Independiente (C)    | 1 |
| Nahuel Ahumada            | Villa Cubas          | 1 |
| Nahuel Sayavedra          | Liberal Argentino    | 1 |
| Nelson Da Silva           | Villa Cubas          | 1 |
| Nelson Navarro            | Ferrocarriles        | 1 |
| Nicolás Salcedo           | Juventud Unida       | 1 |
| Pablo Torres              | Atlético Policial    | 1 |
| Ramiro Herrera Gaytán     | San Lorenzo de Alem  | 1 |
| Ramón Bazán               | Estudiantes          | 1 |
| Ramón Díaz                | Independiente (H)    | 1 |
| Raúl Velázquez            | Parque Daza          | 1 |
| Ricardo Salas             | Rivadavia            | 1 |
| Roberto Heredia           | Parque Daza          | 1 |
| Rodrigo Herrera           | San Lorenzo de Alem  | 1 |
| Rodrigo Sarmiento         | Chacarita            | 1 |
| Roque Caliva              | Independiente (C)    | 1 |
| Rubén Bazán               | Estudiantes          | 1 |
| Sergio Pérez              | Rivadavia            | 1 |
| Silvio Agudo              | Chacarita            | 1 |
| Víctor Hugo Romero        | Ferrocarriles        | 1 |
| Yonathan Silva            | Rivadavia            | 1 |

### Autogoles
| Lista de Autogoles | Lista de Autogoles  | Lista de Autogoles | Lista de Autogoles |
| Jugador            | Equipo              | Rival              | Goles              |
| ------------------ | ------------------- | ------------------ | ------------------ |
| Lautaro Albarracín | Estudiantes         | Vélez Sarsfield    | 1                  |
| Franco Gómez       | San Lorenzo de Alem | Américo Tesorieri  | 1                  |